# Набережная Кутузова
Набережная Куту́зова —  набережная, проходящая по левому берегу реки Невы от Литейного моста до набережной реки Фонтанки. Нумерация домов ведётся от Литейного моста. Продолжает набережные Воскресенскую и Дворцовую.
Пересекает или соприкасается с:
- Литейным проспектом (развязка)
- Кричевским переулком
- Гагаринской улицей
- набережной реки Фонтанки
- рекой Фонтанкой (Прачечный мост)

## История

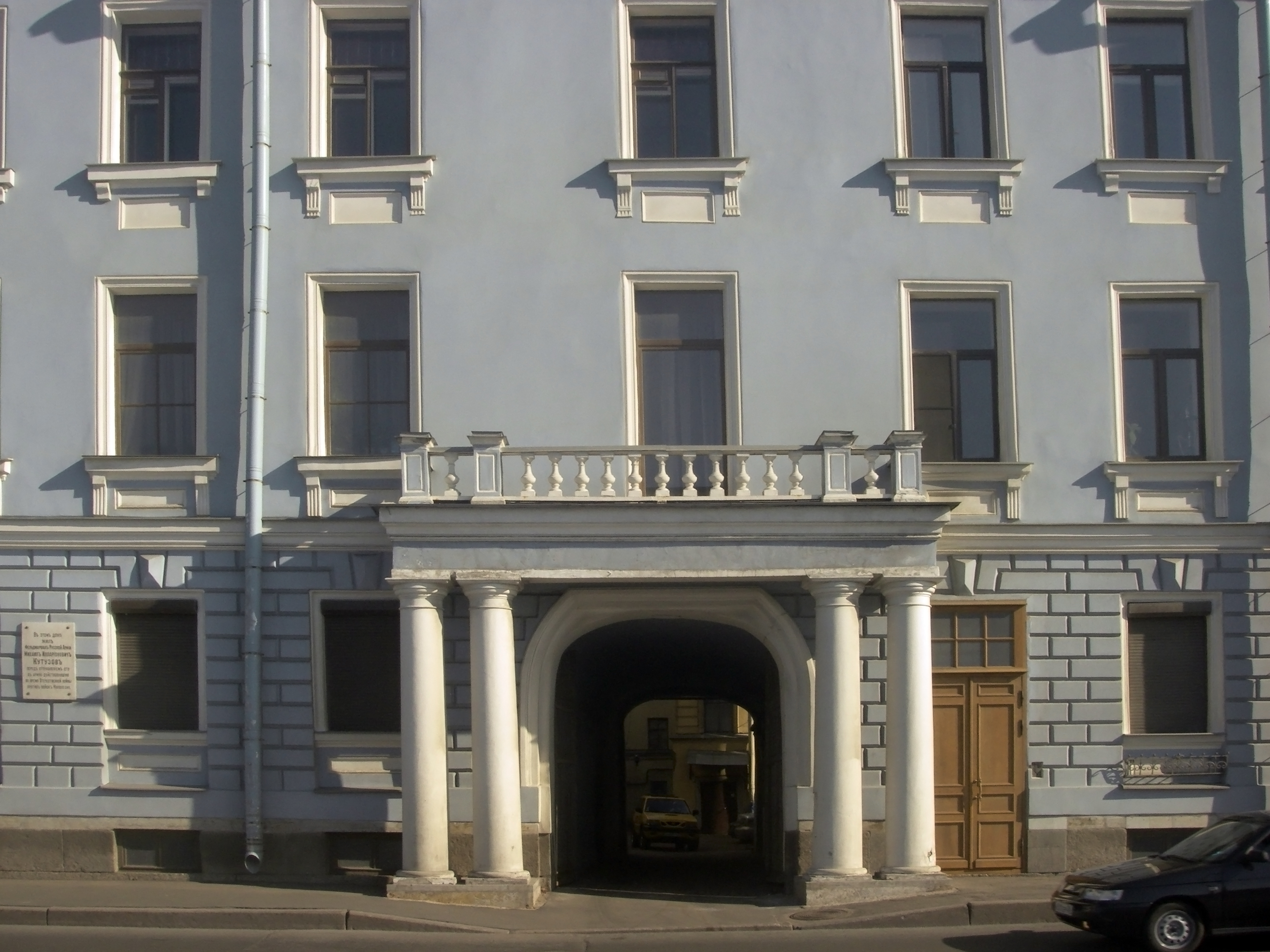
Дом Кутузова

Первоначально не имела самостоятельного названия, считалась частью Дворцовой набережной. С 1860 года стала называться Гагаринской набережной, по располагавшемуся на противоположном берегу Невы Гагаринскому «пеньковому буяну» (складу пеньки) и Гагаринской пристани, которые, в свою очередь, сохранили имя князя Матвея Гагарина, имевшего здесь домовладение в царствование Петра I. Затем именовалась Воскресенской набережной.
С 1902 года называлась Французской набережной, так как на ней располагалось посольство Франции. В 1918 году была переименована в набережную Жореса. В сентябре 1945 года названа по имени фельдмаршала Кутузова, дом которого (дом № 30) расположен на набережной.
После того, как в 1764—1768 годах набережную Невы одели в гранит, здесь стали выдавать участки для строительства: первые здания были построены на участках домов № 6, 24, 28 и 30; в 1781 году началось строительство здания на участке дома № 36. Долгое время пустовали участки домов № 12 и 14, принадлежавшие Г. А. Потёмкину, наследники которого впоследствии продали их.

## Достопримечательности
|  |  |

- Дом № 2 (набережная Кутузова, 2 — Литейный проспект, 1, 2/Шпалерная улица, 20, 22 — Воскресенская набережная, 32, правая часть) — офицерские казармы лейб-гвардии Конной артиллерии и 1-й Артиллерийской бригады. (1851—1853, арх. А. П. Гемилиан и И. Н. Роут).
- Дом № 4 — дом А. Д. Шереметева, который владел им с конца XIX века до революции 1917 года. Был известен как «Самбурский дом», по имени его первого владельца А. А. Самборского. Построен в 1850-х годах; перестраивался при участии Н. В. Султанова. Интерьеры создавались в конце XIX века в соответствии с предпочтениями семьи Шереметевых. Домовую церковь Св. Александра Невского отделывал Г. В. Барановский. Особняк площадью 4,8 тыс. м² был выставлен в 2008 году на продажу ОАО «Талион», которое реконструировала его под элитную резиденцию, как писал «Деловой Петербург». Приобретён Алишером Усмановым в конце 2010 года[1].
- Дом № 8 — после адмирала П. В. Чичагова владельцем был П. Л. Давыдов, при котором нижний этаж сдавался внаём. Существующий облик здание приобрело в 1912 году.
- Дом № 10 — был построен в период 1814—1816 годов генерал-лейтенантом А. У. Болотниковым. В 1816 году куплен князем Ф. С. Голициным, в этом доме семья князя жила до 1825 года. Затем владельцами были князь В. С. Трубецкой, при котором в 1827—1830 году здесь жил А. Н. Оленин; затем — А. В. Пашков, при котором, в 1842—1843 годах, дом получил свой внешний облик — в соответствии с проектом архитектора Г. Ю. Боссе. В 1876—1884 годах в доме проходили собрания религиозной секты пашковцев, главой которой был отставной гвардейский полковник В. А. Пашков. В 1892—1917 годах в доме располагалось Французское посольство, в 1952—1960 годах — Институт полупроводников, в котором работал академик А. Ф. Иоффе. Ныне в здании находится Институт прикладной астрономии[2].  781620563590006 (ЕГРОКН). 7810707000 (БД Викигида)
- Дом № 12 — дом М. Э. Клейнмихель, 1-я четверть XIX в. Здесь в 1934—1942 годы жил писатель Б. А. Лавренёв.  781610563590026 (ЕГРОКН). 7810707000 (БД Викигида)

|  |  |

- Дом № 16 — дом, построенный в 1807—1809 годах титулярным советником Иваном Павловым сначала был сдан внаём департаменту водяных коммуникаций, а в августе 1813 года — продан за сто тысяч рублей Прасковье Толстой, старшей из дочерей фельдмаршала Кутузова. В 1840-х годах он был продан А. И. Косиковскому, для дочери которой, Ольги Андреевны Евреиновой, дом был в 1859 году перестроен. Но вскоре участок перешёл в собственность купца К. И. Синебрюхова, содержателя общественных карет[3]. В этом доме с 1994 по 2007 год жил музыкант Мстислав Ростропович вместе со своей супругой Галиной Вишневской. В 2014 году на стене дома была установлена мемориальная доска Ростроповича[4].
- Дом № 18[Комм 2] — особняк А. Задлера (доходный дом Д. Д. Орлова-Давыдова), 1770-е, перестроен в 1885—1886. С 1801 до 1814 года принадлежал Варваре Ивановне Зотовой, супруге З. К. Зотова, который не прожил здесь и года, вернувшись из застенков Петропавловской крепости.  7831694000
- Дом № 20 — дом А. П. Яковлева, XVIII в. В 1817 году дом был куплен племянницей купца Л. Таирова Пелагеей Таировой. «Купеческая дочь девица», как именовала себя Пелагея в газетных объявлениях, стала отдавать его внаём. Кроме того внаём отдавались находившиеся в глубине двора, торговые бани, ранее называвшиеся по имени тогдашнего владельца участка «Гротеновыми»; впоследствии — «Таировскими», затем — «Яковлевскими». Бани существовали до 1930-х годов.  781610563560005 (ЕГРОКН). 7810707000 (БД Викигида)
- Дом № 22 — Особняк Серебряковой — к середине 1820-х годов трёхэтажный дом купеческой дочери Таировой приобрела жена генерал-адъютанта М. Е. Храповицкого — Софья Алексеевна. После смерти Софьи Алексеевны генерал женился на княжне Анастасии Сергеевне Щербатовой, которая жила здесь до своей смерти в 1889 году[Комм 3]. В 1892 году участок купил на имя жены В. А. Ратьков-Рожнов, который выдавая свою дочь Ольгу замуж за полковника М. А. Серебрякова, поручил перестройку здания уже известному архитектору Б. И. Гиршовичу. По его проекту на месте старого здания был построен новый особняк[5].
- Дом № 24 — дом графа А. Г. Кушелева-Безбородко. В 1775 году генерал И. И. Меллер, в придачу к двум ранее приобретённым, купил у Федула Михайлова его участок у Гагариной пристани (напротив нынешней Гагаринской улицы) с имевшимся на нём деревянным строением, сломав которое, выстроил трёхэтажный дом, в стиле раннего классицизма, — с главным фасадом на Неву, двумя двухэтажными флигелями и отдельно стоящим одноэтажным каменным флигелем, протянувшимся вдоль южной границы участка. При Меллере особняк сдавался внаём — одним из нанимателей был знаменитый авантюрист граф Калиостро. В 1799 году наследники И. И. Меллер-Закомельского продали дом графу Петру Кирилловичу Разумовскому. С 1825 года владельцем большого трёхэтажного дома стал А. Г. Кушелев-Безбородко[Комм 4]. В дальнейшем он принадлежал графине А. Г. Шереметьевой (в 1870-х годах), сыну декабриста князю М. С. Волконскому (в 1880-х годах), а в 1892 году перешёл купцу 1-й гильдии А. Г. Елисееву. В 1920-х годах в здании работала «Фабрика эксцентрического актёра», организованная кинорежиссёрами Г. М. Козинцевым и Л. З. Траубергом. В 1924 году летом здесь в квартире своего друга А. М. Сахарова жил С. А. Есенин[6][7][8].

Дом упоминается в фильме-расследовании Фонда борьбы с коррупцией «Он вам не Димон». Согласно фильму, он принадлежит структурам, связанным с Д. А. Медведевым: в 2009 году здание было приобретено за 740 млн рублей фирмой Филиппа Полянского, бывшего студента И. В. Елисеева и одного из руководителей фонда «Дар»; в 2010 году оно перешло в собственность уже самого фонда. После ремонта бывший дворец стал элитным домом на 29 квартир площадью от 62 до 457 м², шесть из которых принадлежат «Дару». Внутри дома есть бассейн, а также несколько лифтов прямо в квартиру.
|  |  |

- Дом № 26 — с начала 1770-х годов владельцем был В. В. Фермор. В середине XIX века дом был перестроен, в 1868 году куплен Марией Ивановной Игнатьевой, женой генерал-адъютанта Павла Николаевича Игнатьева. Вплоть до 1917 года дом принадлежал семье Игнатьевых.
- Дом № 28 — особняк Елены Александровской (вдовы пензенского губернатора), он же — здание нефтепромышленного торгового общества «Мазут». В 1780-е годы здесь, в доме бригадира Дурова (С. Ф. Дуров?), жил Н. М. Амбодик. Дом, сооружённый в 1847 году, принадлежал князю А. Ф. Куропаткину. По другим данным, построен в 1882—1884 годах по проекту архитектора Николая Набокова[10]. В доме жил военный министр А. Н. Куропаткин. Включен в список объектов культурного наследия.
- Дом № 30 — дом фельдмаршала Кутузова (дом Кутузовых)[11]. Построен около 1768 года камердинером И. В. Медведевым в стиле классицизм. В 1790 году был заложен в счёт покрытия банковского долга любимому камердинеру Екатерины II З. К. Зотову, в 1794 году стал его собственностью. 14 июня 1798 года дом приобрел генералу от инфантерии М. И. Голенищев-Кутузов[Комм 5]. Его семейство, а затем потомки по женской линии — Опочнины и Тучковы — владели участком на протяжении 120 лет вплоть до революции. Последним представителем этих родов, владевших домом, стал Н. Н. Тучков. 30 апреля 1942 года здание пострадало от попадания снарядов и бомбы, огромный ущерб причинил пожар. Дом был восстановлен после Великой Отечественной войны. На фасаде особняка установлена памятная доска с надписью «На фасаде этого старинного особняка висит памятная доска, установленная в 1912 году, надпись на которой гласит: «В этом доме жил фельдмаршал русской армии Михаил Илларионович Кутузов перед отправкой его в армию, действовавшую во время Отечественной войны против войск Наполеона». Включен в список объектов культурного наследия.
- Дом № 32 — построен в 1816 году. В 1834—1836 годах здесь жил и работал над «Историей Пугачёва» А. С. Пушкин. На доме установлена памятная доска. В 2019 году квартира на втором этаже с балконом, в которой, как утверждается жил А. С. Пушкин, площадью 100 м² была выставлена на продажу за 55 млн руб.[12]
- Дом № 34 — особняк М. И. Скалон. Перестроен в 1889 году по проекту Ф. М. Нагеля. Зимой 1867 года здесь квартировала семья А. К. Толстого, который заканчивал работу над трагедией «Смерть Иоанна Грозного» и устраивал вечера, на которых собирались писатели, актёры и композиторы.
- Дом № 36 — дом Ф. В. Баура (сооружён в 1781—1884 в стиле классицизма, архитектор Ю. М. Фельтен; под руководством архитектора К. Ф. Шпекле?). В доме бывала А. А. Ахматова, провёл детские годы поэт и литературовед Д. С. Мережковский.  781610415240005 (ЕГРОКН). 7810707000 (БД Викигида)

## Комментарии
1. ↑  Участок объединил два надела, полученные инженер-генералом М. И. Мордвиновым и бригадиром А. А. Саблуковым. По истечении определённого законом пятилетнего срока выяснилось, что Мордвинов успел за это время возвести лишь подвальный этаж, а Саблуков и вовсе ничего не построил и в результате в 1781 году оба их надела по высочайшему повелению отошли к инженер-генералу Ф. В. Бауру, который и начал здесь строительство. — см. Иванов А. А. Объявления 1783 года: № 20. Архивная копия от 28 сентября 2013 на Wayback Machine // История Петербурга в старых объявлениях. — М.: ЗАО Центрполиграф, 2008. — 543 с.
2. ↑  Старый адрес: Дворцовая набережная, Литейной части 1 квартала, № 13.
3. ↑  Анастасия Сергеевна Щербатова (1812—1889), дочь действительного тайного советника князя Сергея Григорьевича Щербатова (1779—1855) и Анны Михайловны, урождённой Хилковой (ум. 1868). Во втором браке была замужем за В. П. Вревским. Умерла в слободе Терны Лебединского уезда Харьковской губернии.
4. ↑  Граф А. Г. Кушелев-Безбородко пригласил для перестройки здания архитектора В. А. Глинку. После покупки соседнего участка по Гагаринской улице (на месте дома № 3) соседние здания были соединены и в них разместилась огромная картинная галерея графа. В 1852—1853 годах по проекту А.  И. Штакеншнейдера изменены его фасады и выполнена великолепная внутренняя отделка, в значительной части сохранившаяся. В 1855 году, после смерти графа, участок вновь был поделён между сыновьями: старшему, Григорию, достался угловой дом на набережной, а младшему, Николаю — соседнее здание.
5. ↑  После того, как З. К. Зотов был брошен Павлом I в казематы Петропавловской крепости, его супруга, чтоб не мозолить глаза императору, сочла за благо расстаться с приобретённым незадолго до того особняком. С воцарением Александра I, она купила другой дом на той же набережной — № 18.